# Stromae
Paul van Haver (sinh ngày 12 tháng 3 năm 1985), được biết đến với nghệ danh Stromae [stʁɔmaj], là một ca-nhạc sĩ người Bỉ. Anh đã phát triển sự nghiệp với cả hai dòng nhạc hip hop và nhạc điện tử. Stromae nhận được sự chú ý từ cộng đồng với bài hát "Alors on danse", đĩa đơn đã đạt vị trí quán quân trên bảng xếp hạng của một số quốc gia châu Âu. Năm 2013, album phòng thu thứ hai của anh, Racine carrée là một thành công lớn về mặt thương mại.

## Danh sách đĩa nhạc

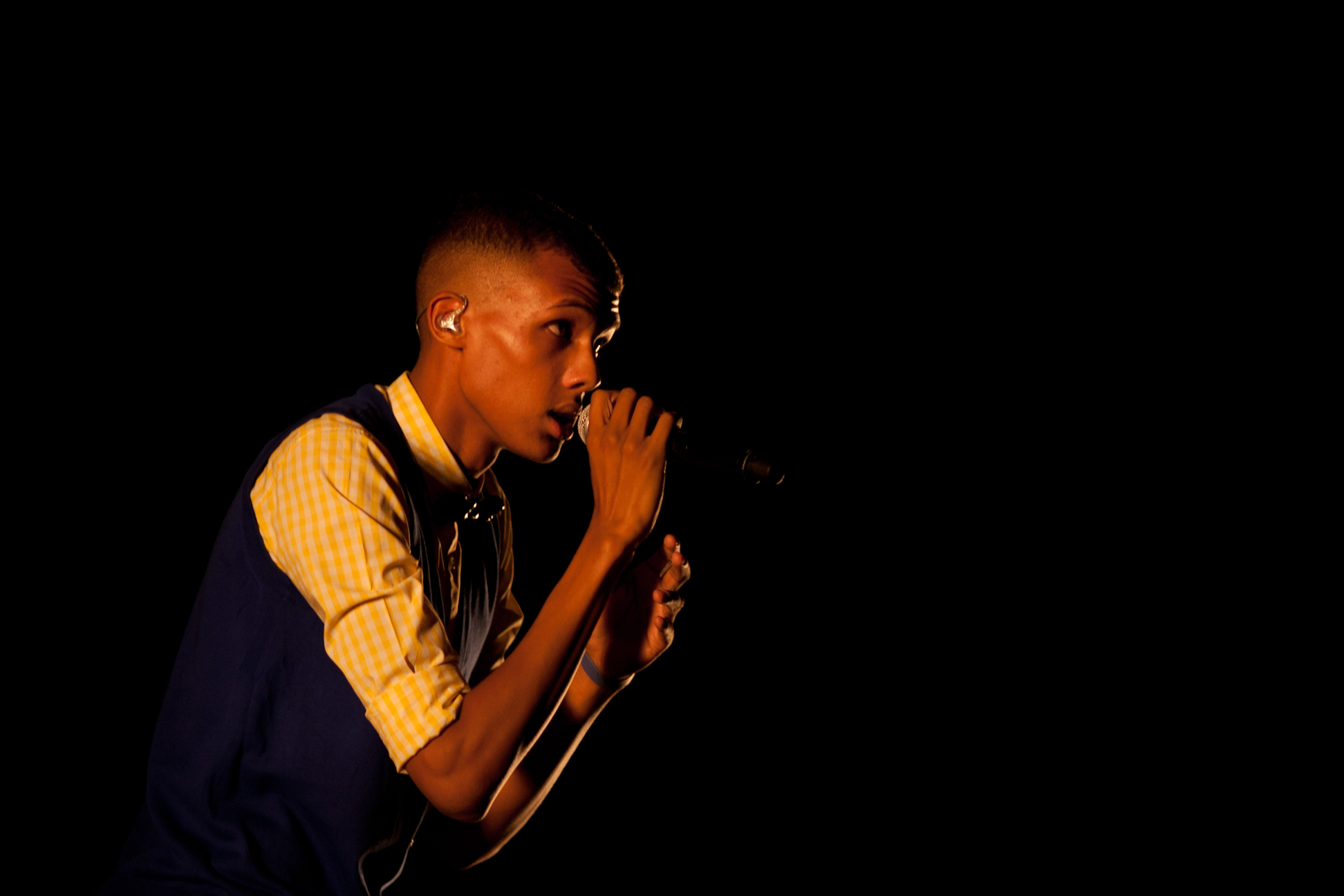
Stromae biểu diễn

### Album phòng thu
- Cheese (2010)
- Racine carrée (2013)
- Multitude (2022)

### ĐĨa mở rộng
- Juste un cerveau, un flow, un fond et un mic... (2007)

### Mixtape
- Freestyle Finest (2006)
- Mixture Elecstro (2009)

### Album video
- Racine carrée Live (2015)